# Col Bayard
Pour les articles homonymes, voir Bayard.
Le col Bayard (altitude 1 250 mètres) est l'un des principaux points de franchissement de la ligne de partage des eaux entre le bassin de la Durance (par son affluent la Luye) et celui de l'Isère (par son affluent le Drac). Il est à 8 kilomètres au nord de Gap et à 90 kilomètres au sud de Grenoble.

## Toponymie
Jusqu'à la fin du XIXe siècle, le col était nommé col Saint-Guigues, ou de Saint-Guigues, du nom du dauphin Guigues qui, au XIIIe siècle, avait fait donation à l'ordre de Saint-Jean de Jérusalem de terres situées en contrebas du col alors nommé col de Chauvet. Le nom de Bayard est apparu en 1319, sous la forme « Montanea di Bayardo », dans un document relatant une transaction entre les communautés de Gap et Romette,. Ce nom ne peut clairement pas être relatif au chevalier Bayard, qui ne naquit qu'un peu plus de 150 ans plus tard. Le col Bayard ne doit donc rien au chevalier homonyme.
En revanche, le toponyme Bayard, dérivé du bas latin baya signifiant « lieu boisé »,, se trouve en divers lieux des Hautes-Alpes, et convient parfaitement au col Saint-Guigues, qui avoisine un bois étendu bien repéré (parfois nommé Guigou) sur les cartes de l'époque. Or, au XIXe siècle, le « chevalier sans peur et sans reproche » jouissait d'un grand prestige. Le toponyme a été assimilé au patronyme qui lui était étranger. En 1834, le col est nommé Bayard sur une carte figurant dans un ouvrage du préfet Ladoucette. Progressivement, l'usage de ce nom s'est imposé. Col Bayard a fait oublier col Saint-Guigues.

## Situation
Le col Bayard est situé à l'extrémité ouest d'un large seuil, le seuil Bayard, séparant le massif du Dévoluy des contreforts sud du massif des Écrins, dans l'axe de la ligne de séparation entre les Préalpes calcaires et les massifs alpins centraux parcourue par le Drac.
Côté ouest, le col est dominé par le pic de Gleize (alt. 2 161 m). Côté est, il voisine avec un plateau bosselé, d'altitude comprise entre 1 250 et 1 300 mètres, dit Plateau de Bayard, qui le sépare du col de Manse (alt. 1 269 m), autre passage entre Gap et le Champsaur situé dans le même seuil. De ce côté, les premiers sommets importants (le Piolit, 2 464 m, et les Autanes, 2 518 m et 2 782 m) sont à plus de dix kilomètres du col Bayard.
Le col Bayard est considéré comme une limite climatique entre les Alpes du Nord et celles du Sud. Au nord du col, une végétation alpine (hêtres, frênes, sapins) ainsi qu'une agriculture tournée vers les céréales et l'élevage bovin domine. Passé le col, au sud, s'ouvre le domaine méditerranéen, avec des forêts où domine le pin, alors que les cultures se partagent entre la lavande et les fruits.

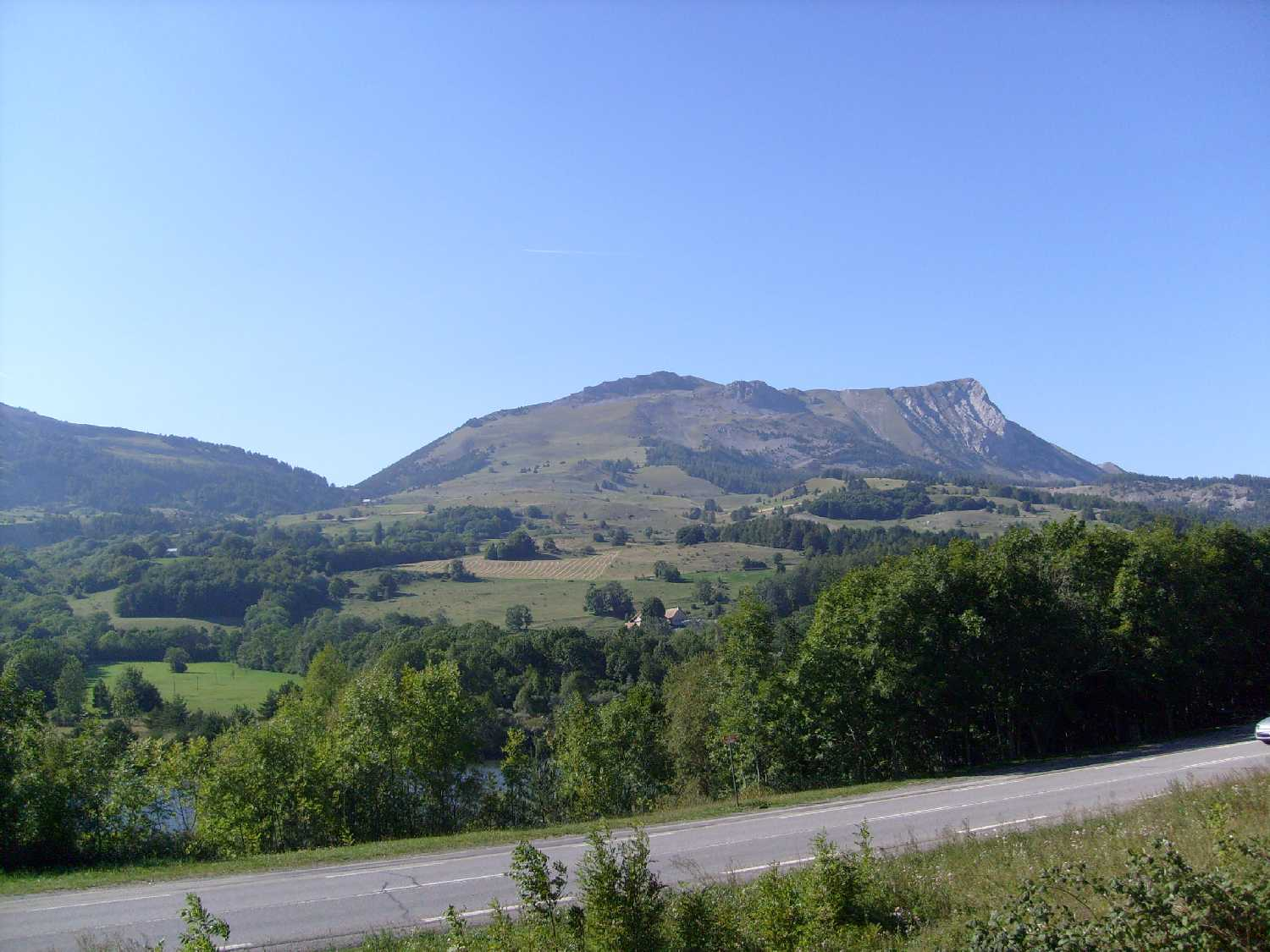
La route et le voisinage du col côté Dévoluy.
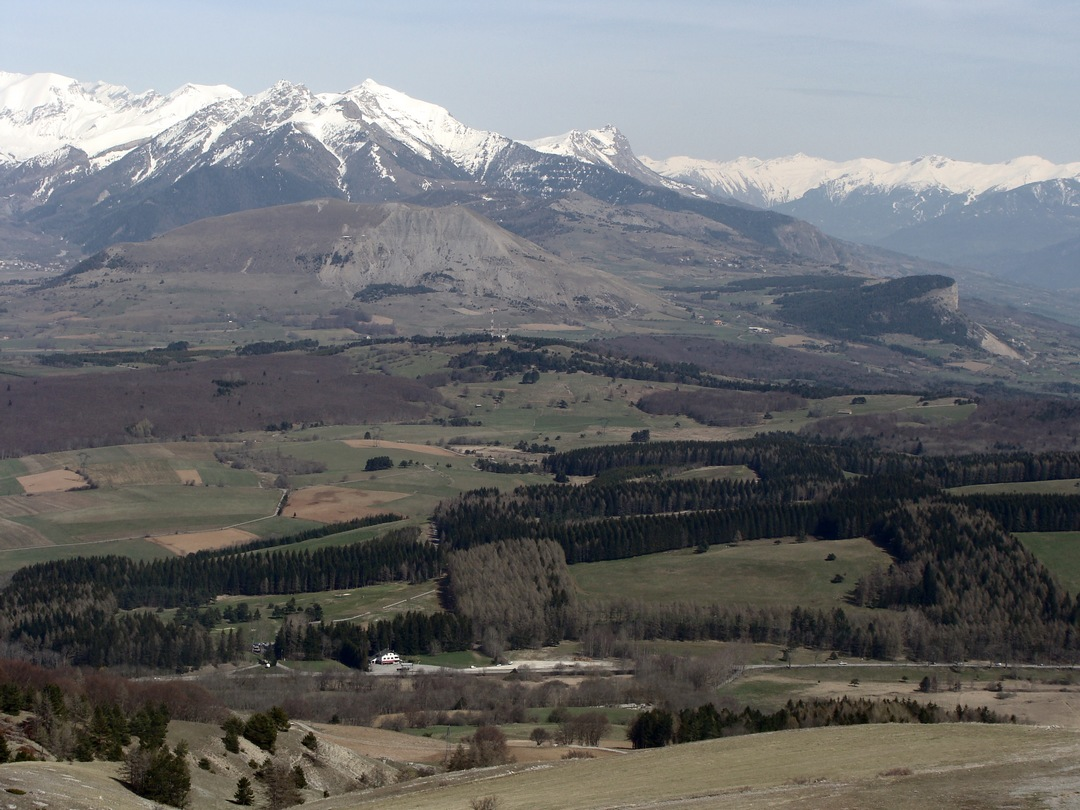
La route et le voisinage du col côté Écrins.

## Communications
Le col Bayard est franchi par la route nationale 85, dite « route Napoléon ». Ce passage, bien que très anciennement utilisé, n'a été élevé à l'état de route qu'à une époque relativement récente : lorsque Napoléon le franchit en 1815, lors de son retour de l'Ile d'Elbe, il n'y avait de Gap à Saint-Bonnet qu'un mauvais chemin. La route fut construite en lacets sur le versant gapençais, et, malgré la suppression d'une partie de ces lacets à la sortie de Gap, reste un point noir pour la circulation, avec un dénivelé de 600 mètres sur 7 kilomètres. Le versant nord, moins sinueux, est cependant problématique en hiver par temps de neige et de « bise » amenant la formation de congères. Bien qu'un peu plus élevé, le col de Manse peut parfois être préféré pour un accès vers le haut-Champsaur.
Le projet de construction d'une autoroute reliant Gap à Grenoble, qui passerait probablement par le col de Manse, rendrait le passage par le col Bayard facultatif pour les voyageurs en transit.

## Intérêt touristique
- Le plateau de Bayard, qui alterne zones boisées et espaces dégagés, a été aménagé par la ville de Gap en « centre d'oxygénation ». L'hiver, c'est un centre de ski de fond avec 50 kilomètres de pistes, l'été le centre accueille le départ du golf 18 trous.
- Du col, une petite route monte vers l'ouest jusqu'au col de Gleize. De là on peut, à pied, pénétrer dans le cirque de Chaudun, et faire le tour des sources du Petit Buëch par le chemin de ronde ou descendre au fond du vallon jusqu'à l'ancien village abandonné de Chaudun. L'ascension au pic de Gleize depuis le col est assez facile.
- Depuis le lieudit Chauvet, à 1 kilomètre au sud du col, un point de vue en bord de route offre un large panorama sur la cuvette de Gap, ses environs, et jusqu'aux sommets frontaliers de l'Italie. Un peu plus bas coule le canal du Drac, branche du canal de Gap, en provenance du Champsaur, qui fait le tour de la ville de Gap par l'ouest. On peut le suivre vers l'amont jusqu'au réservoir des Jaussauds.
- Sur le versant nord, le site de Laye offre un vaste panorama sur l'ensemble du Champsaur et les sommets environnants.

## Cyclisme
Le col Bayard a été franchi au total à 27 reprises par le Tour de France, dont 4 depuis 1947, où il a été classé d'abord en 3e catégorie puis en 2e catégorie. Voici les coureurs qui ont franchi les premiers le col :
- 1905 : Julien Maitron  France
- 1906 : René Pottier  France
- 1907 : Émile Georget  France
- 1908 : André Pottier  France
- 1909 : François Faber  Luxembourg
- 1910 : Émile Georget  France
- 1911 : François Faber  Luxembourg
- 1912 : Octave Lapize  France
- 1913 : Gustave Garrigou  France
- 1914 : Henri Pélissier  France
- 1919 : Honoré Barthélémy  France
- 1920 : Firmin Lambot  Belgique
- 1921 : Léon Scieur  Belgique
- 1928 : Antonin Magne  France
- 1929 : Joseph Demuysere  Belgique
- 1930 : Benoît Faure  France
- 1931 : Antonin Magne  France
- 1932 : Antonio Pesenti  Italie
- 1933 : Giuseppe Martano  Italie
- 1934 : Antonin Magne  France
- 1935 : Gabriel Ruozzi  France
- 1936 : Pierre Cloarec  France
- 1937 : Otto Weckerling  Allemagne
- 1954 : Federico Bahamontes  Espagne
- 1991 : Pello Ruiz Cabestany  Espagne
- 2015 (18e étape) : Joaquim Rodríguez  Espagne
- 2024 (17e étape) : Magnus Cort Nielsen  Danemark